# Teruko Kishi
Pour les articles homonymes, voir Kishi (homonymie).
Teruko Kishi (岸 輝子, Kishi Teruko), née le 1er mai 1905 sur l'île de Hokkaidō et morte le 10 mai 1990, est une actrice japonaise. Son vrai nom est Kishi Itō (伊藤キシ, Itō Kishi)

## Biographie
Teruko Kishi a tourné dans plus de quarante films entre 1927 et 1974.

## Filmographie
Sauf indication complémentaire, la filmographie de Teruko Kishi est établie à partir de la base de données JMDb.
- 1927 : Reimei (黎明?) de Kaoru Osanai
- 1936 : Kyūkon san jūshi (求婚三銃士?) de Shigeo Yagura
- 1941 : Ryū tabi no hitobito (流旅の人々?) de Kōichi Takagi
- 1947 : Le Mariage (結婚, Kekkon?) de Keisuke Kinoshita : la logeuse de Tsumoru
- 1947 : L'Amour de l'actrice Sumako (女優須磨子の恋, Joyū Sumako no koi?) de Kenji Mizoguchi : Sen
- 1949 : Chien enragé (野良犬, Nora-inu?) d'Akira Kurosawa : Ogin, la pickpocket
- 1950 : La Rue en colère (怒りの街, Ikari no machi?) de Mikio Naruse
- 1950 : Les Misérables I (レ・ミゼラブル あゝ無情 第一部 神と悪魔, Re mizeraburu: kami to akuma?) de Daisuke Itō
- 1950 : Les Misérables II (レ・ミゼラブル あゝ無情 第二部 愛と自由の旗, Re mizeraburu: kami to jiyu no hata?) de Masahiro Makino
- 1951 : Feux d'artifice sur la mer (海の花火, Umi no hanabi?) de Keisuke Kinoshita : Sami
- 1953 : Les Aventures de Natsuko (夏子の冒険, Natsuko no boken?) de Noboru Nakamura : Mitsuko, la mère de Natsuko
- 1953 : Désirs (慾望, Yokubo?) de Kōzaburō Yoshimura : Hisako Yamazaki
- 1953 : Shishun no Izumi (思春の泉?) de Nobuo Nakagawa : Sodeko
- 1954 : La Fête stupide (狂宴, Kyōen?) de Hideo Sekigawa
- 1954 : Nyonin no yakata (女人の舘?) de Masahisa Sunohara (en)
- 1955 : Okatte no hanayome (お勝手の花嫁?) de Yoshirō Kawazu
- 1956 : Noguchi Hideyo no shōnen jidai (野口英世の少年時代?) de Hideo Sekigawa : Shika
- 1956 : Nuages au crépuscule (夕やけ雲, Yūyake-gumo?) de Keisuke Kinoshita
- 1956 : La Chambre des exécutions (処刑の部屋, Shokei no heya?) de Kon Ichikawa : Haru, la mère de Katsumi
- 1956 : Namida (涙?) de Yoshirō Kawazu
- 1956 : Le Pont du Japon (日本橋, Nihonbashi?) de Kon Ichikawa
- 1956 : Mori wa ikiteiru (森は生きている?) de Sotoji Kimura
- 1957 : Hanamatsuri otoko dōchū (花まつり男道中?) de Shigehiro Ozawa
- 1957 : Tajō busshin (多情仏心?) de Shigehiro Ozawa
- 1957 : Une femme indomptable (あらくれ, Arakure?) de Mikio Naruse
- 1957 : Kiken na eiyu (危険な英雄?) de Hideo Suzuki
- 1957 : Atarashī sebiro (新しい背広?) de Masanori Kakei (ja)
- 1957 : Un amour pur (純愛物語, Jun'ai monogatari?) de Tadashi Imai
- 1958 : L'Île isolée de la colère (怒りの孤島, Ikari no kotō?) de Seiji Hisamatsu
- 1958 : Yūrakuchō de aimashō (有楽町で逢いましょう?) de Kōji Shima : Kinoshita
- 1959 : Kiku et Isamu (キクとイサム, Kiku to Isamu?) de Tadashi Imai : Katsu
- 1961 : Le Piège (飼育, Shiiku?) de Nagisa Ōshima : Masu Tsukada
- 1963 : Keishichō monogatari: Zenkoku jūdan sōsa (警視庁物語 全国縦断捜査?) de Masuichi Iizuka
- 1963 : Une jeunesse moderne (現代っ子, Gendaikko?) de Kō Nakahira
- 1963 : La Femme insecte (にっぽん昆虫記, Nippon konchūki?) de Shōhei Imamura : Rin
- 1964 : Journal d'un prédateur (猟人日記, Ryōjin nikki?) de Kō Nakahira : la gouvernante
- 1964 : Les Nuits faciles (砂の上の植物群, Suna no ue no shokubutsu-gun?) de Kō Nakahira
- 1964 : Nippon paradaisu (にっぽんぱらだいす?) de Yōichi Maeda (ja)
- 1965 : Kekkon sōdan (結婚相談?) de Kō Nakahira
- 1966 : Violences en plein jour (白昼の通り魔, Hakuchu no torima?) de Nagisa Ōshima : la grand-mère de Shino
- 1966 : La Tour d'ivoire (白い巨塔, Shiroi kyotō?) de Satsuo Yamamoto : Masako, la femme d'Azuma
- 1968 : Nemuri Kyōshirō hitohada kumo (眠狂四郎人肌蜘蛛?) de Kimiyoshi Yasuda
- 1969 : La femme que j'ai abandonnée (私が棄てた女, Watashi ga suteta onna?) de Kirio Urayama
- 1972 : Summer Soldiers (サマー・ソルジャー, Sama soruja?) de Hiroshi Teshigahara
- 1974 : Sandakan N° 8 (サンダカン八番娼館 望郷, Sandakan hachibanshokan bohkyo?) de Kei Kumai : Nami